# بلانيتري ريسورسيز
بلانيتري ريسورسيز (بالإنجليزية: Planetary Resources)‏ هي شركة أمريكية سابقة تأسست في 1 يناير 2009 تهدف لتطوير التكنولوجيا المستخدمة في تعدين الكويكبات. تم الاستحواذ عليها من قبل ConsenSys في أكتوبر 2018.